# Volveremos a brindar
Volveremos a brindar es una canción compuesta e interpretada por la artista madrileña Lucía Gil.

## Descripción
A modo de balada, el tema describe el ambiente de resignación y tensa espera generados por el confinamiento a causa de la pandemia de COVID-19 en 2020. Pero al tiempo, augura una salida de esperanza, poniendo el acento en que en algún momento la situación será superada y las personas recuperarán su vida anterior en compañía con los demás.

## Vídeo
El vídeo, de edición casera, muestra escenas reales de la nueva vida de los españoles con motivo de la lucha contra la pandemia.

## Repercusión
La canción ha sido descrita como uno de los himnos que acompañan a los ciudadanos españoles durante el estado de alarma decretado en el país. Desde su estreno tuvo una enorme difusión a través de redes sociales. A 21 de abril de 2020 contaba con 3,4 millones de visualizaciones en YouTube. Fue tal su popularidad que inicialmente y de forma errónea se atribuyó la autoría al consagrado grupo La Oreja de Van Gogh.